# Clarence-Rockland
Clarence-Rockland (offiziell City of Clarence-Rockland) ist eine Flächengemeinde im Südosten der kanadischen Provinz Ontario. Die Stadt liegt in den Prescott and Russell United Counties und hat den Status einer Lower Tier (untergeordneten Gemeinde).
Die Stadt hat ihren Verwaltungssitz im Ortsteil Rockland. Sie entstand im Jahr 1998 durch die Zusammenlegung vorher eigenständiger Gemeinden, der „Town of Rockland“ und dem „Township of Clarence“. In der Gemeinde lebt eine große Anzahl von Franko-Ontarier. Bei offiziellen Befragungen gaben rund 65 % der Bewohner an französisch als Muttersprache oder Umgangssprache zu verwenden. Etwa 35 % der Bewohner gaben an englisch als Muttersprache oder Umgangssprache zu sprechen. In Clarence-Rockland gilt der „French Language Services Act“. Obwohl Ontario offiziell nicht zweisprachig ist, sind nach diesem Sprachgesetz die Provinzbehörden verpflichtet ihre Dienstleistungen auch in französischer Sprache anzubieten. Die Gemeinde gehört auch der Association française des municipalités d’Ontario (AFMO) an und fördert die französische Sprachnutzung auch auf Gemeindeebene.

## Lage
Die Gemeinde liegt am südlichen Ufer des Flusses Ottawa und setzt sich aus zahlreichen Ortsteilen zusammen. Die wichtigsten sind Bourget, Cheney, Clarence, Clarence Creek, Hammond, Rockland und Saint-Pascal-Baylon. Clarence-Rockland grenzt nach Westen unmittelbar an Ottawa, hier den Stadtbezirk Cumberland bzw. liegt etwa 130 Kilometer Luftlinie westlich von Montreal.

## Demografie
Der Zensus im Jahr 2016 ergab für die Gemeinde eine Bevölkerungszahl von 24.512 Einwohnern, nachdem der Zensus im Jahr 2011 für die Gemeinde noch eine Bevölkerungszahl von nur 23.185 Einwohnern ergeben hatte. Die Bevölkerung hat damit im Vergleich zum letzten Zensus im Jahr 2011 leicht über dem Trend in der Provinz um 5,7 % zugenommen, während der Provinzdurchschnitt bei einer Bevölkerungszunahme von 4,6 % lag. Bereits im Zensuszeitraum von 2006 bis 2011 hatte die Einwohnerzahl in der Gemeinde, damals deutlich stärker als der Trend, um 11,5 % zugenommen, während sie im Provinzdurchschnitt um 5,7 % zunahm.

## Verkehr
Durch die Clarence-Rockland Transpo werden verschiedene Busverbindungen, unter anderem mit Ottawa und Gatineau, angeboten.